# 群馬県道344号阿左美桐生線
群馬県道344号阿左美桐生線（ぐんまけんどう 344ごう あざみきりゅうせん）は、群馬県みどり市笠懸町阿左美から桐生市相生町までを結ぶ県道である。

## 概要
国道50号の旧道にあたる。現在も前橋市方面と桐生市の赤岩橋方面を結ぶ幹線として機能し、交通量が多い。岩宿駅付近に狭小区間があり、桐生競艇場に近いため、競艇開催日は特に混雑する。
- 起点:みどり市笠懸町阿左美
- 終点:桐生市相生町2丁目（相生町2丁目交差点）

## 歴史
かつては、みどり市笠懸町阿佐美（岩宿駅前交差点） - 群馬県桐生市相生町二丁目（相生町2丁目交差点）の約2.5 km区間の全線にわたり、二級国道前橋水戸線（国道50号）に指定されていた区間である。

## 地理

### 通過する自治体
- 群馬県
  - みどり市
  - 桐生市

### 交差する道路
- 国道50号 - みどり市笠懸町阿左美（起点）
- 群馬県道78号太田大間々線 - みどり市笠懸町阿左美（阿左美岩宿交差点）
- 国道122号 - 桐生市相生町2丁目（相生町2丁目交差点、終点）